# Lasioglossum pallidellum
Lasioglossum pallidellum är en biart som först beskrevs av Ellis 1914. Den ingår i släktet smalbin och familjen vägbin. Inga underarter finns listade i Catalogue of Life. Arten förekommer i västra Nordamerika.

## Beskrivning
Endast honan är beskriven. Det påtagligt breda huvudet och mellankroppen är blåa med grönt, metalliskt skimmer. Clypeus är svartbrun på den övre halvan, medan labrum är röd och käkarna är orange. Antennerna är mörkbruna, undersidan på de yttre delarna rödbruna till orangegula. Benen är bruna med orange fötter. Vingarna är genomskinliga med blekgula ribbor och genomskinligt brungula vingfästen. Tergiterna och sterniterna på bakkroppen är mörkt rödbruna med genomskinligt gula bakkanter. Behåringen är vit och förhållandevis tät, dock glesare på bakkroppen. Som de flesta smalbin är arten liten; kroppslängden är på 4 till 4,4 mm och en framvingelängd på drygt 3 mm.

## Utbredning
Arten förekommer ovanligt i västra Nordamerika där utbredningsområdet utgör en relativt smal triangel med spetsen i sydligaste Alberta i Kanada, och basen i östra Arizona och västra New Mexico i USA.

## Ekologi
Lasioglossum pallidellum är polylektisk, den flyger till blommande växter från flera familjer, som amarantväxter  (Salsola paulsenii) och tamariskväxter (tamarisker).
Habitatet utgörs framför allt av prärie. Som de flesta arter i underfamiljen (Dialictus) antas arten vara social. Boet byggs i marken, och endast parade unghonor (det viss säga ungdrottningar) övervintrar.